# Craig Thompson
Craig Thompson (Traverse City, 21 september 1975) is een Amerikaans auteur en tekenaar van grafische romans. 
Zijn bekendste werken zijn Een deken van sneeuw uit 2003 en Habibi uit 2011.